# Tragium tenue
Tragium tenue är en flockblommig växtart som beskrevs av Franz e Wilhelm Sieber och Heinrich Friedrich Link. Tragium tenue ingår i släktet Tragium och familjen flockblommiga växter. Inga underarter finns listade i Catalogue of Life.